# Joseph, lieber Joseph mein
Joseph, lieber Joseph mein ist ein heute vor allem im deutschen Sprachraum verbreitetes Weihnachtslied, dessen Melodie auf den mittelalterlichen Choral Resonet in laudibus in lateinischer Sprache zurückgeht. Das Lied in seiner heutigen Form wurde gedruckt erstmals 1544 von Johann Walter veröffentlicht. Der deutsche Text stammt möglicherweise vom Mönch von Salzburg. Während Experten wie Franz Viktor Spechter (1972) und Hans Waechter (2003) die Urheberschaft des Mönchs für weitgehend gesichert betrachten, urteilt beispielsweise Burghart Wachinger (2006), diese Urheberschaft könne zwar nicht ausgeschlossen werden, sei aber „eher unwahrscheinlich“. Im englischen Sprachraum nennt sich das Lied Joseph, my dear Joseph, in Tschechien ist es als Můj milý Josefe bekannt.

## Geschichte

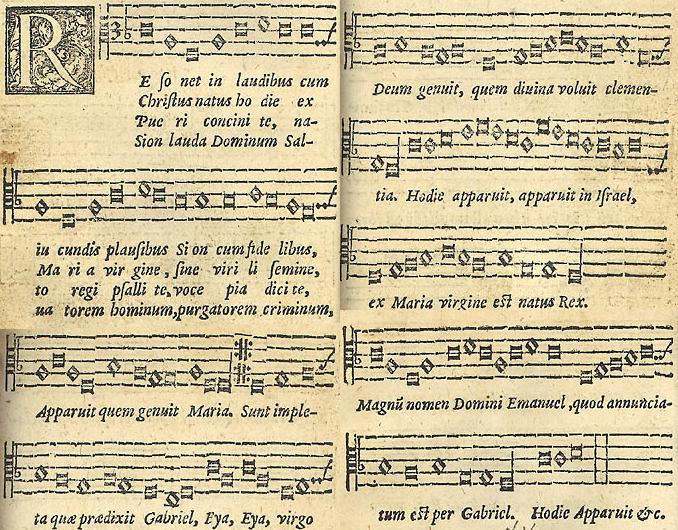
Resonet in laudibus. Montage von Liedzeilen aus den Piae cantiones

Die Melodie stammt vom lateinischen Weihnachtshymnus Resonet in laudibus. Überliefert ist das Lied in fünf Handschriften, darunter die sog. Leipziger Handschrift aus der ersten Hälfte des 15. Jahrhunderts. Im früheren kirchlichen Weihnachtsbrauchtum ist es mit dem Kindelwiegen verbunden, welches ab Mitte des 12. Jahrhunderts als Bestandteil des Weihnachtsspiels (Erlau um 1450, Sterzing 1511) belegt ist. Der Mönch von Salzburg zeichnete das Lied um 1400 mit einer ausführlichen Beschreibung auf:

„Zu den weihnachten der frölich hymnus: A solis ortus cardine, und so man das Kind wiegt über das Resonet in laudibus, hebt unser Frau an zu singen in einer Person: Joseph, liever neve min. So antwort in der andern Person Joseph: Gerne, lieber mueme min. Darnach singet der kor die andern Vers in einer diener weis, darnach den kor.“

Als  Lied mit Text in deutscher Sprache taucht es 1544 im Geistlichen Gesangbüchlein von Johann Walter (1496–1570) auf. Es wurde nach der Reformation sowohl von der katholischen wie auch der evangelischen Kirche mit deutschem Text gesungen und fand seinen Eingang in Kirchengesangbücher beider Konfessionen mit regional variierenden Übersetzungen.
Gemäß der ältesten Überlieferung wohl ein Wechselgesang (Quempas), ist in der heute verbreitetsten Form der Refrain auf Eia, eia verkürzt. Mit der Wiederbelebung der Wechselgesänge im kirchlichen Ritus ab Mitte des 20. Jahrhunderts erlangte das Lied neben zahlreichen Chorfassungen auch im Gemeindegesang wieder eine breitere Bekanntheit. Eine verbindliche Textfassung gibt es nicht, insofern ist keine „falsch“ oder „richtig“.

## Text

### Heute verbreitete Fassung
Joseph, lieber Joseph mein,

hilf mir wiegen mein Kindelein,

Gott, der wird dein Lohner sein

im Himmelreich, der Jungfrau Sohn Maria.

Eia! Eia!

Gerne, liebe Maria mein,

helf ich dir wiegen das Kindelein.

Gott, der wird mein Lohner sein

im Himmelreich, der Jungfrau Sohn Maria.

Eia! Eia!

Freu dich nun, o Christenschar,

der himmlische König klar

nahm die Menschheit offenbar,

den uns gebar die reine Magd Maria.

Eia! Eia!

Süßer Jesu, auserkor’n,

weißt wohl, dass wir war’n verlor’n,

still uns deines Vaters Zorn,

dich hat gebor’n die reine Magd Maria.

Eia! Eia!

### Älteste überlieferte Fassung der Leipziger Handschrift
»Joseph, liber nefe min,

hilf mir wiegen min kindelin,

das got musse din loner sin

in himilrich,

der meide kint Maria.«

»Gerne, libe mume min,

ich helfe dir wigen din kindelin,

das got musse min loner sin

in himilrich,

der meide kint Maria.«

Nu frów dich, kristenliche schar,

der himelische konig klar

nam die menschheit offenbar,

den uns gebar

die reine meit Maria.

Is súllen alle menschen zwar

mit gánzen frouden komen dar,

do man fint der selen nar,

di uns gebar

die reine meit Maria.

Uns ist geborn Emanuel,

als uns vorkundigit Gabriel,

des ist geziug Ezechiel,

o fronis el,

dich hot geborn Maria.

O éwigis vátirs éwigis wórt,

wor gót, wor mensche, der togunden ort

in hímil, in érde, hi und dort,

der salden pfort,

di uns gebar Maria.

O sússer Jesu userkorn,

du wéist wol, das wir wor verlorn,

stille uns dines vatirs zorn,

dich hot geborn

die reine meit Maria.

O kléinis kint, o grosser got,

du lidist in der krippen not,

der súnder hi vorhanden hot

der engil brot,

das uns gebar Maria.